# عشق به زبان دیگر
عشق به زبان دیگر (به ترکی استانبولی: Başka Dilde Aşk) یک فیلم درام ترکی است که در سال ۲۰۰۹ توسط ایلکسن باشاریر ساخته‌شده‌است.

## جوایز
- ۴۶امین فستیوال فیلم پرتقال طلایی آنتالیا[۱]
  - جایزه‌ی ویژه‌ی هیئت داوران شورای شهر: ایلکسن باشاریر
- ۴امین فستیوال بین‌المللی فیلم جاده ابریشم بورسا[۲]
  - جایزه بهترین بازیگر زن: سعادت ایشیل آکسوی
  - جایزه هیئت انجمن منتقدان فیلم ترکیه
- ۲۱امین فستیوال بین‌المللی فیلم آنکارا[۳]
  - بهترین بازیگر نقش اول مرد: مرت فیرات
  - بهترین بازیگر نقش اول زن: سعادت ایشیل آکسوی
- ۳امین جوایز یشیل‌چم[۴]
  - بهترین بازیگر مرد: مرت فیرات
- فستیوال بین‌المللی فیلم قبرس[۵]
  - بهترین بازیگر مرد: مرت فیرات
  - بهترین فیلم‌نامه: ایلکسن باشاریر، مرت فیرات
  - بهترین کارگردان: ایلکسن باشاریر
  - بهترین فیلم